# Santa Massenzia
Santa Massenzia, o Massenza (fl. IV secolo), è considerata dalla tradizione cattolica come la madre del vescovo di Trento san Vigilio e dei suoi fratelli Claudiano e Magoriano.

## Fonti e culto

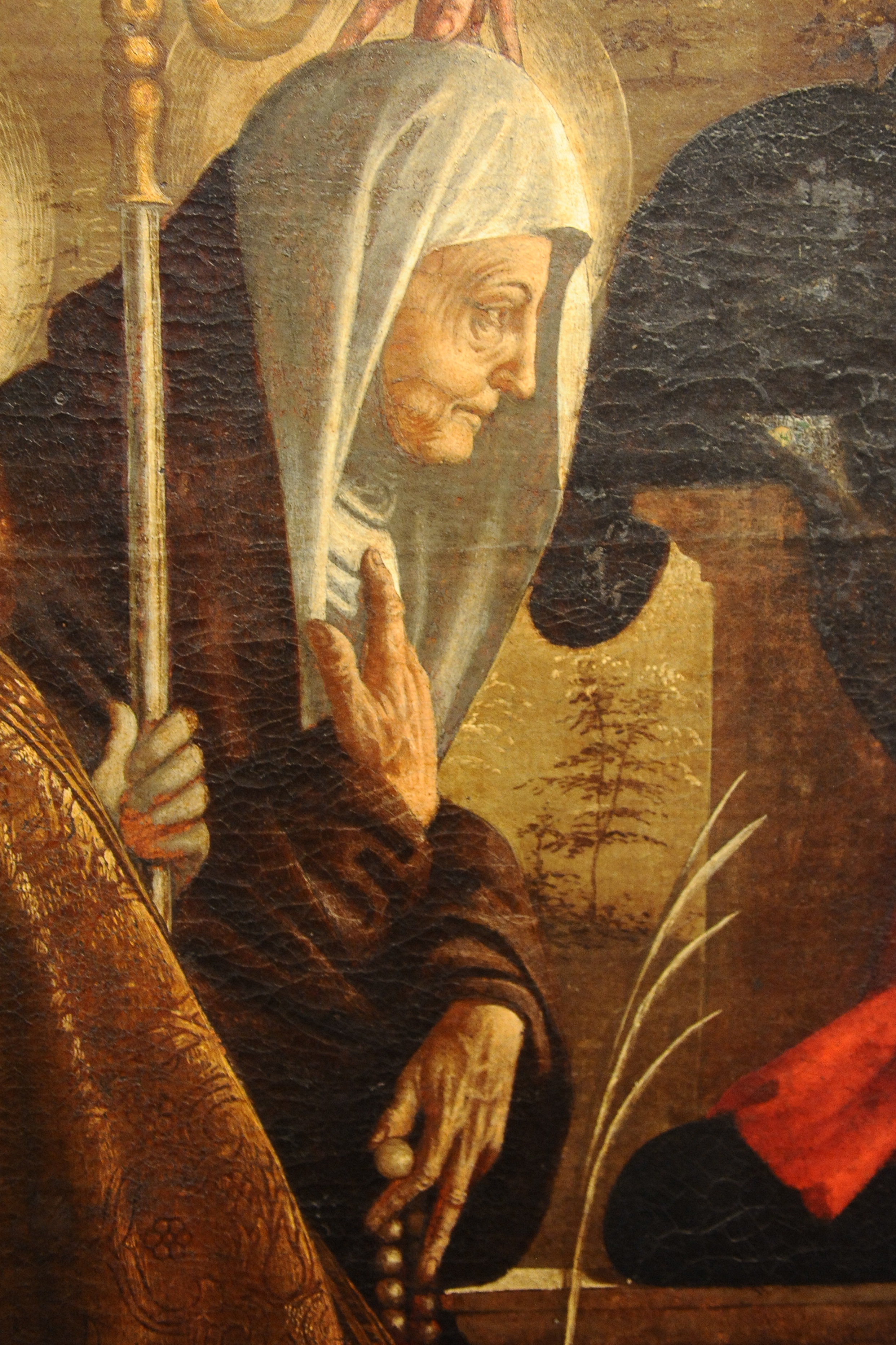
Santa Massenzia da un particolare della Madonna con Gesù Bambino benedicente in trono e santi, di Giovanni Francesco Caroto (museo diocesano tridentino)

La prima citazione documentale di questa figura risale al XI secolo, quando è citata nel Sacramentario di Udalrico II tra le vergini delle litanie pasquali; in due aggiunte allo stesso documento, del secolo successivo, è inserita nel Calendario al 30 aprile (come Maxenciae mr., cioè martyris), e tra le vergini martiri nella Missa in natale unius virginis; è solo nel Calendario di Adelpreto II che Massenzia viene citata esplicitamente come madre di san Vigilio. 
Le ragioni di questo "cambiamento di ruolo" sono sostanzialmente ignote, ma è possibile che le abbreviazioni per virgo e martyr, cioè vi. e ma., siano state erroneamente interpretate come abbreviazioni per Vigilii mater (appunto "madre di Vigilio"); la traslazione delle sue reliquie sotto Altemanno, spostate dalle vicinanze del lago di Toblino a Trento vicino a quelle di Vigilio, dimostrerebbe che il riconoscimento come madre del vescovo sarebbe avvenuto già nella prima metà del XII secolo.

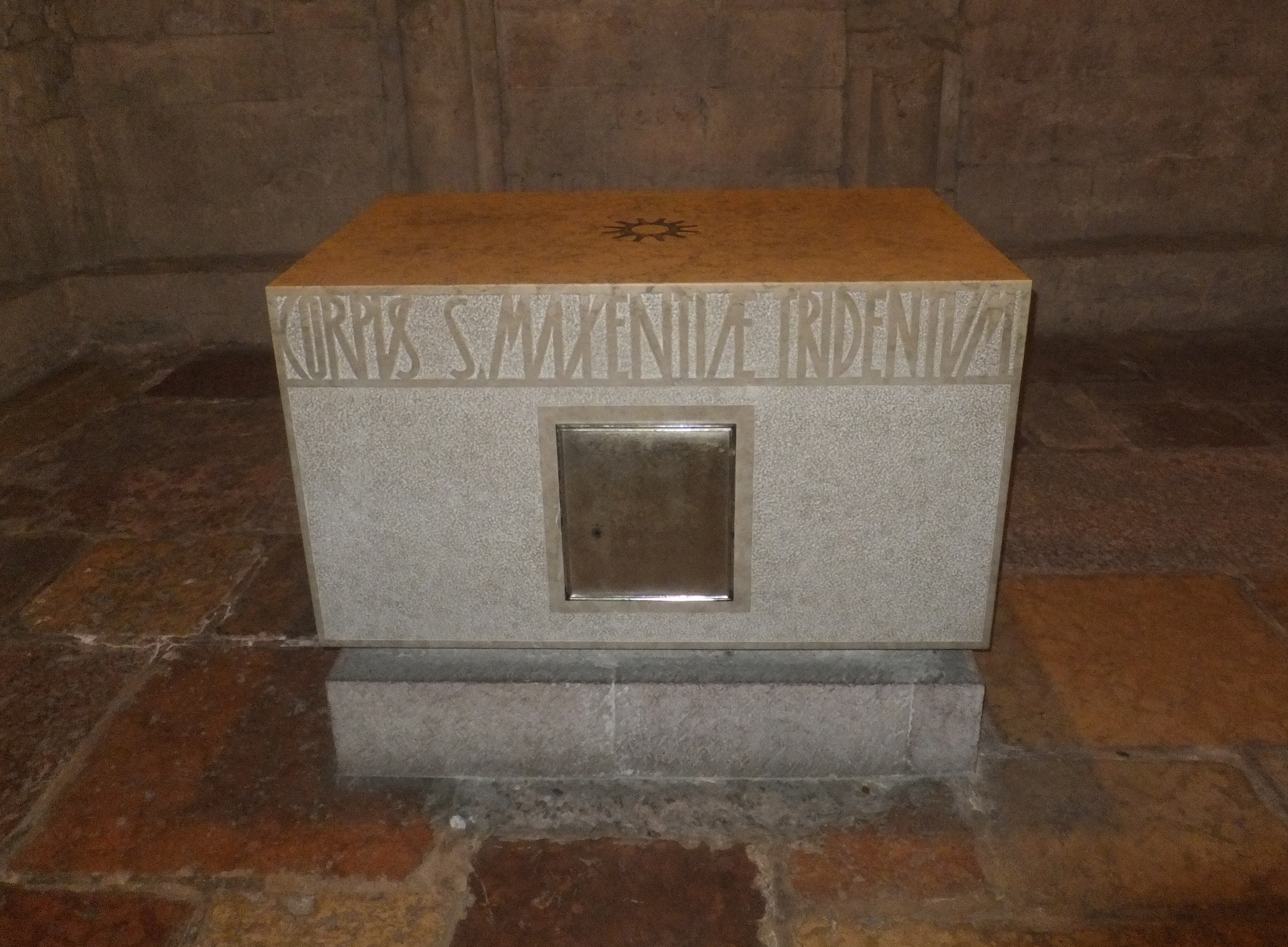
Il sarcofago di santa Massenzia nella basilica paleocristiana di San Vigilio

Intorno al 1250, una Vita della santa venne scritta dal domenicano Bartolomeo da Trento, che la inserì  nel suo Liber epilogorum in gesta sanctorum, che si basò forse su racconti tramandati oralmente. Bartolomeo ne compose due versioni, una breve e una lunga; da quest'ultima, Pinamonte da Brembate riprese il prologo adattandolo alla Vita di santa Grata. 

### Agiografia
Secondo l'agiografia composta da Bartolomeo, Massenzia, vissuta all'epoca di Gioviano e Valentiniano I, sarebbe stata originaria di una nobile famiglia romana forse imparentata con l'imperatore Massenzio; da Roma partì, sola con i tre figli Vigilio, Claudiano e Magoriano ancora adoloscenti, alla volta di Trento, probabilmente soggiornando un periodo a Bergamo. A Trento  Vigilio divenne vescovo. Dopo la morte del figlio, Massenzia si ritirò in un villaggio nei pressi del lago di Toblino chiamato Maiano (Maianum, identificabile probabilmente con Santa Massenza (frazione di Vallelaghi, la cui chiesa parrocchiale è dedicata a lei), dove visse operando miracoli fino alla morte, avvenuta un 30 aprile.